# Anacroneuria
Anacroneuria är ett släkte av bäcksländor. Anacroneuria ingår i familjen jättebäcksländor.

## Dottertaxa tillAnacroneuria, i alfabetisk ordning[1]
- Anacroneuria achagua
- Anacroneuria acutipennis
- Anacroneuria adamsae
- Anacroneuria aethiops
- Anacroneuria alajuela
- Anacroneuria albimacula
- Anacroneuria amaru
- Anacroneuria amazonica
- Anacroneuria amboro
- Anacroneuria anchicaya
- Anacroneuria angusticollis
- Anacroneuria annulicauda
- Anacroneuria annulipalpis
- Anacroneuria antizana
- Anacroneuria apicalis
- Anacroneuria arawak
- Anacroneuria arcuata
- Anacroneuria aroucana
- Anacroneuria arrazayalensis
- Anacroneuria atrifrons
- Anacroneuria atrinota
- Anacroneuria auca
- Anacroneuria aurata
- Anacroneuria aymara
- Anacroneuria azul
- Anacroneuria badilinea
- Anacroneuria baniva
- Anacroneuria bari
- Anacroneuria baumanni
- Anacroneuria benedettoi
- Anacroneuria bifasciata
- Anacroneuria biloba
- Anacroneuria bipunctata
- Anacroneuria blanca
- Anacroneuria blanda
- Anacroneuria bolivari
- Anacroneuria boliviensis
- Anacroneuria boraceiensis
- Anacroneuria brailovskyi
- Anacroneuria brandaoi
- Anacroneuria brunneilata
- Anacroneuria buenoi
- Anacroneuria bulbosa
- Anacroneuria cacuta
- Anacroneuria cacute
- Anacroneuria calima
- Anacroneuria callanga
- Anacroneuria camposi
- Anacroneuria cana
- Anacroneuria canchi
- Anacroneuria canelo
- Anacroneuria caraa
- Anacroneuria caraca
- Anacroneuria caraja
- Anacroneuria carchi
- Anacroneuria carole
- Anacroneuria cathia
- Anacroneuria cayapa
- Anacroneuria chaima
- Anacroneuria chavin
- Anacroneuria chimborazo
- Anacroneuria chipaya
- Anacroneuria chiquita
- Anacroneuria choachi
- Anacroneuria chorrera
- Anacroneuria cipriano
- Anacroneuria citara
- Anacroneuria claudiae
- Anacroneuria co-1
- Anacroneuria co-10
- Anacroneuria co-2
- Anacroneuria co-3
- Anacroneuria co-4
- Anacroneuria co-5
- Anacroneuria co-8
- Anacroneuria co-9
- Anacroneuria cochabamba
- Anacroneuria contrerasi
- Anacroneuria cordillera
- Anacroneuria coroicana
- Anacroneuria coronata
- Anacroneuria coscaroni
- Anacroneuria cosnipata
- Anacroneuria costana
- Anacroneuria cotacachi
- Anacroneuria cotopaxi
- Anacroneuria cruza
- Anacroneuria cuadrada
- Anacroneuria curiosa
- Anacroneuria cusi
- Anacroneuria cuzco
- Anacroneuria debilis
- Anacroneuria diaphana
- Anacroneuria digitata
- Anacroneuria dilaticollis
- Anacroneuria divisa
- Anacroneuria dousada
- Anacroneuria exquisita
- Anacroneuria farallonensis
- Anacroneuria fenestrata
- Anacroneuria fiorentini
- Anacroneuria fittkaui
- Anacroneuria flavicoronata
- Anacroneuria flavifacies
- Anacroneuria flavifrons
- Anacroneuria flavolineata
- Anacroneuria flavominuta
- Anacroneuria flinti
- Anacroneuria flintorum
- Anacroneuria forcipata
- Anacroneuria fumigata
- Anacroneuria furfurosa
- Anacroneuria fuscicosta
- Anacroneuria galba
- Anacroneuria genualis
- Anacroneuria gu-3
- Anacroneuria gu-4
- Anacroneuria gu-5
- Anacroneuria guaikuru
- Anacroneuria guambiana
- Anacroneuria guayaquil
- Anacroneuria hacha
- Anacroneuria handlirschi
- Anacroneuria harperi
- Anacroneuria heppneri
- Anacroneuria hieroglyphica
- Anacroneuria holzenthali
- Anacroneuria hoogstraali
- Anacroneuria huayna
- Anacroneuria hyalina
- Anacroneuria impensa
- Anacroneuria inca
- Anacroneuria intermixta
- Anacroneuria inza
- Anacroneuria iporanga
- Anacroneuria iridescens
- Anacroneuria isleta
- Anacroneuria itajaimirim
- Anacroneuria izapa
- Anacroneuria jaciara
- Anacroneuria jewetti
- Anacroneuria jivaro
- Anacroneuria karina
- Anacroneuria kitchensi
- Anacroneuria kondratieffi
- Anacroneuria laminata
- Anacroneuria latissima
- Anacroneuria lepida
- Anacroneuria lineata
- Anacroneuria litura
- Anacroneuria llana
- Anacroneuria longicauda
- Anacroneuria loreto
- Anacroneuria lupaca
- Anacroneuria luteicollis
- Anacroneuria magnirufa
- Anacroneuria major
- Anacroneuria makushi
- Anacroneuria manauensis
- Anacroneuria marca
- Anacroneuria marginata
- Anacroneuria maritza
- Anacroneuria marlieri
- Anacroneuria marshalli
- Anacroneuria marta
- Anacroneuria melzeri
- Anacroneuria menuda
- Anacroneuria meta
- Anacroneuria minuta
- Anacroneuria mixteca
- Anacroneuria moche
- Anacroneuria mochica
- Anacroneuria morena
- Anacroneuria muesca
- Anacroneuria munchique
- Anacroneuria naomi
- Anacroneuria nazca
- Anacroneuria nigrocincta
- Anacroneuria nigrolineata
- Anacroneuria novateutonia
- Anacroneuria oculatila
- Anacroneuria ofaye
- Anacroneuria ohausiana
- Anacroneuria olmec
- Anacroneuria oreja
- Anacroneuria otun
- Anacroneuria pacaje
- Anacroneuria pachacuti
- Anacroneuria pacifica
- Anacroneuria paez
- Anacroneuria paisa
- Anacroneuria pakitza
- Anacroneuria paleta
- Anacroneuria pallens
- Anacroneuria pallida
- Anacroneuria pareja
- Anacroneuria paria
- Anacroneuria parilobata
- Anacroneuria parva
- Anacroneuria pastaza
- Anacroneuria pastora
- Anacroneuria paulina
- Anacroneuria payagua
- Anacroneuria pehlkei
- Anacroneuria pellucida
- Anacroneuria pequena
- Anacroneuria perija
- Anacroneuria perplexa
- Anacroneuria perpusilla
- Anacroneuria petersi
- Anacroneuria phantoma
- Anacroneuria pictipes
- Anacroneuria pinza
- Anacroneuria pistacina
- Anacroneuria planada
- Anacroneuria planicollis
- Anacroneuria plaumanni
- Anacroneuria plutonis
- Anacroneuria polita
- Anacroneuria portilla
- Anacroneuria pucallpa
- Anacroneuria puna
- Anacroneuria quadriloba
- Anacroneuria quechua
- Anacroneuria quetzalcoatl
- Anacroneuria quijo
- Anacroneuria quilla
- Anacroneuria quimbaya
- Anacroneuria ratcliffei
- Anacroneuria rawlinsi
- Anacroneuria regleta
- Anacroneuria ricki
- Anacroneuria rondoniae
- Anacroneuria rosita
- Anacroneuria rossi
- Anacroneuria rugosa
- Anacroneuria saltensis
- Anacroneuria schmidti
- Anacroneuria segnini
- Anacroneuria senahu
- Anacroneuria shamatari
- Anacroneuria shepardi
- Anacroneuria signata
- Anacroneuria socapa
- Anacroneuria sonora
- Anacroneuria spangleri
- Anacroneuria spectori
- Anacroneuria stanjewetti
- Anacroneuria starki
- Anacroneuria subcostalis
- Anacroneuria tachira
- Anacroneuria takutu
- Anacroneuria talamanca
- Anacroneuria tatama
- Anacroneuria taylori
- Anacroneuria tayrona
- Anacroneuria tejon
- Anacroneuria tena
- Anacroneuria timote
- Anacroneuria tinctilamella
- Anacroneuria tinga
- Anacroneuria tiwanaku
- Anacroneuria toni
- Anacroneuria toriba
- Anacroneuria tornada
- Anacroneuria trimacula
- Anacroneuria tristani
- Anacroneuria tunasi
- Anacroneuria tungurahua
- Anacroneuria tupi
- Anacroneuria tzapino
- Anacroneuria uatsi
- Anacroneuria ucumari
- Anacroneuria undulosa
- Anacroneuria uru
- Anacroneuria uyara
- Anacroneuria valle
- Anacroneuria vanini
- Anacroneuria wapishana
- Anacroneuria wari
- Anacroneuria varilla
- Anacroneuria wellsi
- Anacroneuria ventana
- Anacroneuria vespertilio
- Anacroneuria vilcabamba
- Anacroneuria wincha
- Anacroneuria wipukupa
- Anacroneuria viridis
- Anacroneuria vistosa
- Anacroneuria vitripennis
- Anacroneuria v-nigrum
- Anacroneuria woytkowskii
- Anacroneuria vz-11
- Anacroneuria vz-12
- Anacroneuria xinguensis
- Anacroneuria x-nigrum
- Anacroneuria yameo
- Anacroneuria ypsilon
- Anacroneuria ytuguazu
- Anacroneuria zaculeu
- Anacroneuria zaga
- Anacroneuria zamora
- Anacroneuria zapata
- Anacroneuria zarpa
- Anacroneuria zunigae
- Anacroneuria zwicki